# Judy Chin
Judy Chin (...) è una truccatrice statunitense.

## Biografia
Laureatasi in belle arti, ha esordito come truccatrice nell'alveo del cinema indipendente degli anni '90, col film L'incredibile verità di Hal Hartley. Si è poi formata per quattro anni alla New York City Opera. È stata la truccatrice personale di Sarah Jessica Parker in Sex and the City e nei suoi film negli anni 2000. Ha curato il trucco di tutti i film del regista Darren Aronofsky a partire da Requiem for a Dream (2000), tra cui The Wrestler (2008), Il cigno nero (2010), e The Whale (2022), per il quale ha vinto l'Oscar al miglior trucco. Ha collaborato più volte con Julie Taymor, tra cui in Frida (2002), per cui ha vinto il BAFTA al miglior trucco e acconciatura ma non l'Oscar, in quanto non figurava tra i candidati, Across the Universe (2007), The Tempest (2010) e il musical di Broadway Spider-Man: Turn Off the Dark.

## Filmografia

### Cinema
- L'incredibile verità (The Unbelievable Truth), regia di Hal Hartley (1989)
- Trust - Fidati (Trust), regia di Hal Hartley (1990)
- I migliori del Bronx (Hangin' with the Homeboys), regia di Joseph Vásquez (1991)
- Ambition, regia di Hal Hartley – cortometraggio (1992)
- Amateur, regia di Hal Hartley (1994)
- Opera No. 1, regia di Hal Hartley – cortometraggio (1994)
- Cerca e distruggi (Search & Destroy), regia di David Salle (1995)
- Flirt (New York-Berlino-Tokyo) (Flirt), regia di Hal Hartley (1995)
- Ho sparato a Andy Warhol (I Shot Andy Warhol), regia di Mary Harron (1996)
- Bullet, regia di Julien Temple (1996)
- A Brother's Kiss, regia di Seth Zvi Rosenfeld (1997)
- Montana, regia di Jennifer Leitzes (1998)
- 24 ore donna (The 24 Hour Woman), regia di Nancy Savoca (1999)
- Entropy - Disordine d'amore (Entropy), regia di Phil Joanou (1999)
- Ghost Dog - Il codice del samurai (Ghost Dog: The Way of the Samurai), regia di Jim Jarmusch (1999)
- Requiem for a Dream, regia di Darren Aronofsky (2000)
- I Tenenbaum (The Royal Tenenbaums), regia di Wes Anderson (2001)
- Frida, regia di Julie Taymor (2002)
- Coffee and Cigarettes, regia di Jim Jarmusch (2003)
- La casa di sabbia e nebbia (House of Sand and Fog), regia di Vadim Perelman (2003)
- Il mistero dei Templari (National Treasure), regia di Jon Turteltaub (2004)
- La storia di Jack & Rose (The Ballad of Jack and Rose), regia di Rebecca Miller (2005)
- Broken Flowers, regia di Jim Jarmusch (2005)
- La neve nel cuore (The Family Stone), regia di Thomas Bezucha (2005)
- A casa con i suoi (Failure to Launch), regia di Tom Dey (2006)
- The Fountain - L'albero della vita (The Fountain), regia di Darren Aronofsky (2006)
- Blood Diamond - Diamanti di sangue (Blood Diamond), regia di Edward Zwick (2006)
- Across the Universe, regia di Julie Taymor (2007)
- Fred Claus - Un fratello sotto l'albero (Fred Claus), regia di David Dobkin (2007)
- Smart People, regia di Noam Murro (2008)
- Jumper - Senza confini (Jumper), regia di Doug Liman (2008)
- Sex and the City, regia di Michael Patrick King (2008)
- Synecdoche, New York, regia di Charlie Kaufman (2008)
- The Wrestler, regia di Darren Aronofsky (2008)
- Un microfono per due (The Marc Pease Experience), regia di Todd Louiso (2009)
- Che fine hanno fatto i Morgan? (Did You Hear About the Morgans?), regia di Marc Lawrence (2009)
- Sex and the City 2, regia di Michael Patrick King (2010)
- Il cigno nero (Black Swam), regia di Darren Aronofsky (2010)
- The Tempest, regia di Julie Taymor (2010)
- Love & Secrets (All Good Things), regia di Andrew Jarecki (2011)
- Il dilemma (The Dilemma), regia di Ron Howard (2011)
- Dream House, regia di Jim Sheridan (2012)
- Il dittatore (The Dictator), regia di Larry Charles (2012)
- Stuck in Love, regia di Josh Boone (2012)
- Il grande e potente Oz (Oz the Great and Powerful), regia di Sam Raimi (2013)
- Storia d'inverno (Winter's Tale), regia di Akiva Goldsman (2014)
- Noah, regia di Darren Aronofsky (2014)
- Birdman o (L'imprevedibile virtù dell'ignoranza) (Birdman or (The Unexpected Virtue of Ignorance)), regia di Alejandro González Iñárritu (2014)
- Giovani si diventa (While We're Young), regia di Noah Baumbach (2014)
- Irrational Man, regia di Woody Allen (2015)
- Il ponte delle spie (Bridge of Spied), regia di Steven Spielberg (2015)
- Pee-wee's Big Holiday, regia di John Lee (2016)
- Money Monster - L'altra faccia del denaro (Money Monster), regia di Jodie Foster (2016)
- American Pastoral, regia di Ewan McGregor (2016)
- The Meyerowitz Stories, regia di Noah Baumbach (2017)
- Madre!, regia di Darren Aronofsky (2017)
- Disobedience, regia di Sebastián Lelio (2017)
- Wonder, regia di Stephen Chbosky (2017)
- The Post, regia di Steven Spielberg (2017)
- I morti non muoiono (The Dead Don't Die), regia di Jim Jarmusch (2017)
- Piccole donne (Little Women), regia di Greta Gerwig (2019)
- The Glorias, regia di Julie Taymor (2020)
- Greyhound - Il nemico invisibile (Greyhound), regia di Aaron Schneider (2020)
- Tick, Tick... Boom!, regia di Lin-Manuel Miranda (2021)
- West Side Story, regia di Steven Spielberg (2021)
- The Whale, regia di Darren Aronofsky (2022)
- Material Love (Materialists), regia di Celine Song (2025)
- Una scomoda circostanza (Caught Stealing), regia di Darren Aronofsky (2025)

### Televisione
- Monsters – serie TV, 5 episodi (1990)
- Surviving Desire, regia di Hal Hartley – film TV (1992)
- Subway Stories - Cronache metropolitane (Subway Stories: Tales from the Underground), regia di AA.VV. – film TV (1997)
- La finestra sul cortile (Rear Window), regia di Jeff Bleckner – film TV (1998)
- Sex and the City – serie TV, 48 episodi (2000-2004)
- Bored to Death - Investigatore per noia (Bored to Death) – serie TV, episodio 1x01 (2009)
- The Playboy Club – serie TV, episodio 1x01 (2012)
- Muhammad Ali's Greatest Fight, regia di Stephen Frears – film TV (2013)
- Maniac – miniserie TV, 10 puntate (2018)
- Inseparabili (Dead Ringers) – miniserie TV, 6 puntate (2023)
- Scissione (Severance) – serie TV, 10 episodi (2025)

## Riconoscimenti
- Premio Oscar
  - 2023 – Miglior trucco per The Whale
- Premio BAFTA
  - 2003 – Miglior trucco e acconciatura per Frida
  - 2011 – Candidatura alla miglior trucco e acconciatura per Il cigno nero
  - 2023 – Candidatura alla miglior trucco e acconciatura per The Whale
- Premio Saturn
  - 2019 – Candidatura al miglior trucco per I morti non muoiono
- Premio Emmy
  - 2001 – Candidatura al miglior trucco in una serie per l'episodio 3x12 di Sex and the City
  - 2003 – Candidatura al miglior trucco non-prostetico in una serie l'episodio 5x05 di Sex and the City